# Marco Pappa
Marco Pablo Pappa Ponce (Gvatemala City, Gvatemala, 15. studenog 1987.) bivši je gvatemalski nogometaš i nacionalni reprezentativac.

## Karijera

### Klupska karijera
Marco Pappa je nogomet počeo igrati 2004. godine u omladinskom sastavu kluba C.S.D. Municipal dok je za klub na seniorskoj razini debitirao u kolovozu 2006. godine u utakmici domaćeg prvenstva protiv Deportivo Petapea. Prvi gol za klub zabio je na kontinentalnom Copa Interclubes prvenstvu protiv nikaragvanskog Real Madriza.
Dana 30. srpnja 2008. godine potpisao je ugovor o posudbi na godinu i pol u američki Chicago Fire. Za klub je debitirao već za tri dana protiv Chivas USA a prvi gol zabio također za tri dana protiv New York Red Bullsa.
Dana 3. prosinca 2009. godine Chicago Fire je iskoristio opciju otkupa igračeva ugovora od Municipala. Sezonu 2010. godine Marco je dočekao u velikoj formi zabivši za klub pet golova i postigavši četiri asistencije u prvih 11 utakmica. Time je postao jedan od najboljih veznjaka te sezone u MLS-u. Do kraja sezone je zabio još dva pogotka čime je postao najbolji klupski strijelac.
Tijekom sezone 2011. godine Pappa je zabio osam golova uključujući i hat-trick 28. rujna 2011. godine u gostujućoj pobjedi protiv Real Salt Lakea čime je dobio nagradu za igrača tjedna. Također, tim uspjehom je postao drugi gvatemalski igrač koji je zabio hat-trick u MLS-u poslije Carlosa Ruiza kojem je to uspjelo 2002. i 2003. godine.
Prema najavama objavljenim 13. kolovoza 2012. godine, Pappa je trebao prijeći u redove nizozemskog Heerenveena 1. siječnja 2013. godine. Međutim, njegov matični klub Chicago Fire se dogovorio s nizozemskim sastavom o ubrzanju transfera tako da je Marco postao član Heerenveena 30. kolovoza 2012. godine. Tada je s novim klubom potpisao ugovor na tri i pol godine.

### Reprezentativna karijera
Pappa je prije seniorske vrste nastupao za mlađe uzrasne kategorije gvatemalske reprezentacije. Tako je s nacionalnim U23 sastavom igrao na kvalifikacijskom turniru za Olimpijadu u Pekingu 2008. godine u kojem je Gvatemala završila kao četvrta u skupini.
Za A vrstu igrač je debitirao 20. kolovoza 2008. godine u kvalifikacijskoj utakmici za SP 2010. godine protiv SAD-a u kojoj je ušao u igru kao zamjena. Prvi gol za nacionalnu reprezentaciju zabio je 15. listopada 2008. godine protiv Kube (također u kvalifikacijama).
S Gvatemalom je sudjelovao u UNCAF Kupu nacija 2009. godine i CONCACAF Gold Cupu 2011. godine gdje je zabio gol Grenadi.
Tijekom kvalifikacija za Svjetsko prvenstvo 2014. godine u Brazilu zabio je gol u utakmici protiv Svetog Vincenta i Grenadina.

## Vanjske poveznice
- Profil igrača na National Football Teams.com
- Pappin profil na MLS Soccer.com